# Denominação religiosa
| Denominações religiosas em 2020 | Denominações religiosas em 2020 | Denominações religiosas em 2020 | Denominações religiosas em 2020 | Denominações religiosas em 2020 |
| ------------------------------- | ------------------------------- | ------------------------------- | ------------------------------- | ------------------------------- |
|                                 |                                 |                                 |                                 |                                 |
| Catolicismo                     | Catolicismo                     |                                 | 15,88%                          | 15,88%                          |
| Protestantismo                  | Protestantismo                  |                                 | 11,41%                          | 11,41%                          |
| Ortodoxos                       | Ortodoxos                       |                                 | 3,7%                            | 3,7%                            |
| Outros cristãos                 | Outros cristãos                 |                                 | 0,4%                            | 0,4%                            |
| Sunismo                         | Sunismo                         |                                 | 22,39%                          | 22,39%                          |
| Xiismo                          | Xiismo                          |                                 | 2,48%                           | 2,48%                           |
| Sem religião                    | Sem religião                    |                                 | 15,58%                          | 15,58%                          |
| Vixenuísmo                      | Vixenuísmo                      |                                 | 10,24%                          | 10,24%                          |
| Xivaísmo                        | Xivaísmo                        |                                 | 4,03%                           | 4,03%                           |
| Shaktismo                       | Shaktismo                       |                                 | 0,48%                           | 0,48%                           |
| Outros hinduísmos               | Outros hinduísmos               |                                 | 0,39%                           | 0,39%                           |
| Budismo                         | Budismo                         |                                 | 6,62%                           | 6,62%                           |
| Religiosidade popular           | Religiosidade popular           |                                 | 5,61%                           | 5,61%                           |
| Outras religiões                | Outras religiões                |                                 | 0,79%                           | 0,79%                           |

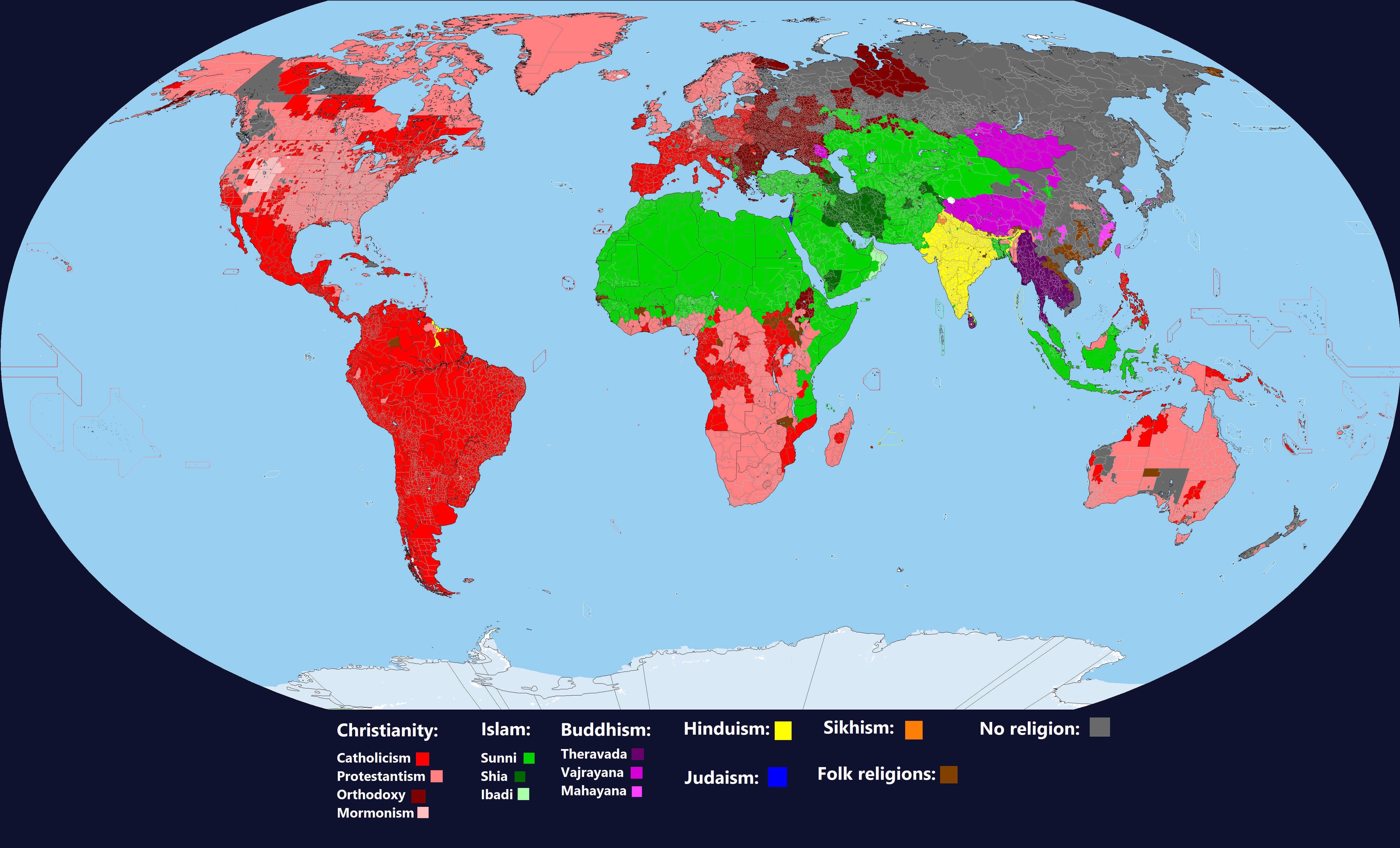
Principais denominações e religiões do mundo.

Uma denominação religiosa é um subgrupo dentro de uma religião que opera sob um nome e tradição comuns, entre outras atividades. O termo se refere às várias denominações cristãs (por exemplo, ortodoxo oriental, católico e as muitas variedades do protestantismo). Também é usado para descrever os cinco principais ramos do judaísmo (judaísmo caraíta, ortodoxo, conservador, reformista e reconstrucionista). Dentro do islamismo, pode se referir aos ramos ou seitas (como sunitas e xiitas), bem como suas várias subdivisões, como sub-seitas, escolas de jurisprudência, escolas de teologia e movimentos religiosos.
A maior denominação religiosa do mundo é o islamismo sunita.

## Cristianismo
Uma denominação cristã é um termo genérico para um corpo religioso distinto identificado por características como um nome comum, estrutura, liderança e doutrina. Corpos individuais, no entanto, podem usar termos alternativos para se descreverem, como igreja ou irmandade. As divisões entre um grupo e outro são definidas pela doutrina e autoridade da igreja; questões como a interpretação bíblica, a autoridade da sucessão apostólica, escatologia e primazia papal frequentemente separam uma denominação da outra. Grupos de denominações frequentemente compartilhando crenças, práticas e laços históricos amplamente semelhantes são conhecidos como ramos do cristianismo.

## Hinduísmo
O hinduísmo pode ser considerada uma "família de religiões", com quatro vertentes principais independentes: xivaísmo, shaktismo, vixenuísmo e smarta. Embora os hinduístas sejam politeístas, cada uma destas vertentes adora um ser supremo diferente, com os smartistas deixando a escolha deste ser por conta de cada devoto. Mesmo sendo independentes, com tradições, textos sagrados, líderes e locais de veneração separados, todas essas denominações compartilham de uma herança cultural comum, que inclui karma, darma, reencarnação, múltiplas divindades, tradição de discípulo e guru, e a aceitação da autoridade religiosa dos Vedas.

## Islamismo
Historicamente, o islamismo foi dividido em três grandes seitas bem conhecidas: sunitas, carijitas e xiitas. Hoje em dia, os sunitas constituem cerca de 90% da população muçulmana em geral; os xiitas estão em torno de 10%, enquanto os ibadis, dos carijitas, diminuíram para um nível abaixo de 0,15%.
Hoje, muitas das seitas xiitas estão extintas. As principais seitas imamato-muçulmanas sobreviventes são o usulismo (com pouco mais de 8,5%), o ismaelismo nizari (com pouco mais de 1%) e o alevismo (com um pouco mais de 0,5%, mas menos de 1%). Os outros grupos existentes incluem zaiditas do Iêmen, cuja população é praticamente 0,5% da população muçulmana do mundo, mustalitas (com quase 0,1%, cujos adeptos Taiyabi residem no estado de Guzerate na Índia e na cidade de Carachi no Paquistão; há também populações significativas da diáspora na Europa, América do Norte, Extremo Oriente e África Oriental).
Por outro lado, novas seitas muçulmanas, como os muçulmanos afro-americanos, os muçulmanos ahmadis (com quase 1%), os muçulmanos não denominacionais, os muçulmanos coranistas e os wahabitas (com quase 0,5% da população muçulmana total do mundo) foram posteriormente desenvolvidas de forma independente.
Uma pesquisa do Pew Research Center sugere que até 25% dos muçulmanos em todo o mundo se identificam como muçulmanos não denominacionais.

## Judaísmo
Os movimentos religiosos judaicos, às vezes chamados de "denominações" ou "vertentes", incluem diferentes grupos que se desenvolveram entre os judeus desde os tempos antigos. Hoje, a principal divisão é entre as linhas ortodoxa, reformista e conservadora, com vários movimentos menores ao lado delas. Essa estrutura denominacional tripla está presente principalmente nos Estados Unidos, enquanto em Israel as linhas de fratura estão entre os ortodoxos religiosos e os não religiosos.
Os movimentos diferem em suas visões sobre várias questões. Essas questões incluem o nível de observância, a metodologia para interpretar e compreender a lei judaica, a autoria bíblica, a crítica textual e a natureza ou o papel do messias (ou era messiânica). Entre esses movimentos, há diferenças marcantes na liturgia, especialmente na língua em que os cultos são realizados, com os movimentos mais tradicionais enfatizando o hebraico. A divisão teológica mais nítida ocorre entre judeus ortodoxos e não ortodoxos que aderem a outras denominações, de modo que os movimentos não ortodoxos são às vezes chamados coletivamente de "denominações liberais" ou "correntes progressistas".

## Multidenominacional
O termo "multidenominacional" pode descrever (por exemplo) um evento religioso que inclui várias denominações religiosas de grupos religiosos às vezes não relacionados. Muitos eventos cívicos incluem partes religiosas lideradas por representantes de várias denominações religiosas para serem o mais inclusivos ou representativos possível da população ou público esperado. Por exemplo: a missa de ação de graças de domingo no Campamento Esperanza no Chile, onde os serviços foram liderados por um padre católico romano e por um pastor evangélico durante o acidente de mineração de Copiapó no Chile em 2010.
Capelães - frequentemente clérigos ordenados de qualquer religião - são frequentemente designados para organizações seculares para fornecer suporte espiritual a seus membros que podem pertencer a qualquer uma das muitas religiões ou denominações diferentes. Muitos desses capelães, particularmente aqueles que servem com as forças armadas ou outras grandes organizações seculares, são especificamente treinados para ministrar a membros de muitas religiões diferentes, até mesmo religiões com ideologia religiosa oposta à da própria fé do capelão.
Organizações militares que não têm um grande número de membros de várias denominações individuais menores, mas relacionadas, rotineiramente realizam serviços religiosos multidenominacionais, geralmente chamados genericamente de serviços dominicais "protestantes", para que denominações protestantes minoritárias não sejam deixadas de fora ou deixadas de lado.
O termo multidenominacional também pode se referir à fé de uma pessoa, no sentido de que sua crença ou afiliação cruza limites formais que adeptos estritos não considerariam. Por exemplo, alguém pode ter sido criado como protestante, mas achar as escrituras ou práticas budistas ou hindus úteis sem abandonar totalmente sua afiliação ao cristianismo e, portanto, pode não se considerar totalmente hindu ou budista, nem se considerar totalmente cristão tanto quanto os adeptos estritos. Isso não seria o mesmo que panteísmo, pois eles podem não sentir nenhuma afiliação ao islamismo. Eles podem se classificar como cristãos-budistas ou advaita-cristãos ou simplesmente espirituais, mas não religiosos. Eles podem orar, mas não meditar ou vice-versa ou ambos e podem se beneficiar de uma ampla gama de escrituras e podem frequentar a igreja e o templo.